# 明智十三郎
明智 十三郎（あけち じゅうざぶろう、1926年9月5日 - 2002年12月14日）は、日本の俳優。本名は塩谷 達夫（しおや たつお）。朝鮮・江原道生まれ、石川県出身。

## 来歴・人物
金沢医科大学を中退後、1950年、太泉スタジオにニューフェイスとして入社。翌年、同社の東映合併により東映東京撮影所に所属、同年、本名で春原政久監督映画『限りなき情熱』に脇役でデビュー。しかしその後は芽が出ず、1953年に俳優座に入り演技を学ぶ。1955年、日活と契約し、明智三郎名義で出演する。1956年に新東宝入りし、明智十三郎と改名、時代劇の若手スターとして活動した。
1961年の新東宝倒産後は松竹を経てテレビに拠点を移し、時代劇や化物映画などに数多く出演した。
2002年12月14日、前立腺癌のため東京都大田区の病院で死去。享年76。

## 出演作品

### 映画
- 明治天皇と日露大戦争（1957年、新東宝）秋山真之海軍大佐 役
- 阿波狸変化騒動（1958年、新東宝）金長狸 役

### テレビドラマ
- お好み日曜座 雨あがる（1957年、NHK）
- 東芝日曜劇場 第171話「入れ札」（1960年、TBS）
- 十字路 第7話「美しい顔」（1960年、CX）
- 侍（フジテレビ）
  - 第7話「阿地川盤獄」（1060年）
  - 第13話「大将首」（1961年）
- 源氏鶏太シリーズ 随行さん（1961年、TBS）
- 名勝負物語 第19話〜第24話「花の講道館」（1961年、NTV）
- 山本周五郎アワー 第6話「彩虹」（1961年、TBS）
- 西鶴物語 第23話「塗り長持を討て」（1961年、NET）
- 新選組始末記（1961年 - 1962年、TBS） - 沖田総司 / ※中村竹弥版
- 三菱劇場 半七捕物帳（1961年 - 1962年、NTV）
- 人生の四季 第59話「梅雨明け」（1962年、NTV）
- ミステリーベスト21・屋根裏の散歩者（1962年、NET）
- 浪曲ドラマ 無名の恋平家物語巻十横笛より（1963年、NHK）
- 講談ドラマ 武士（1963年、NHk）
- 東芝土曜劇場 第239話 - 第251話「0のアングル」（1963年 - 1964年、CX）
- 村田英雄アワー 白虎（1963年 - 1964年、NTV）
- 大河ドラマ 赤穂浪士（1964年、NHk）
- 連続テレビ映画（NET）
  - 鉄道公安36号
    - 第59話「黒の死角」（1964年）
    - 第84話「にがい証言」（1965年）
- 七人の刑事 第2シリーズ 第13話「歪んだ支え」（1964年、TBS）
- 花と竜（1964年、テレビ朝日）
- 大衆名作座 人形佐七捕物帳 第27話「恋の通し矢」（1965年、NHK）
- 銭形平次 第85話「小判と箸」（1967年、CX）
- 素浪人 月影兵庫 第2シリーズ 第55話「牢屋の中までモメていた」（1968年、NET）
- 日本剣客伝 第9話「沖田総司」（1968年、NET）
- 五人の野武士 第14話「血闘虎谷の関」（1969年、NTV）
- 三匹の侍 第6シリーズ 第21話「女代官」（1969年、CX） - 松本平一郎
- 五番目の刑事 第14話「夜霧に散った女」（1970年、NET） - 小倉健作
- 右門捕物帖 第17話「江戸番外侍」（1970年/NTV/東宝）- 石野勘右衛門
- 特別機動捜査隊（NET）
  - 第556話「若い男と女の坂道」（1972年）
  - 第573話「老刑事と娘」（1972年）
- 快傑ライオン丸（1972年、フジテレビ） - 得心居士
- ライオン奥様劇場・落城の舞い（1972年、フジテレビ） - 徳川秀忠